# Pedro Juan Caballero
Pedro Juan Caballero − miasto w północno-wschodnim Paragwaju, przy granicy z brazylijskim stanem Mato Grosso do Sul. Ludność: 64,2 tys. (2002). Ośrodek administracyjny departamentu Amambay.
Miasto stanowi ważny ośrodek handlowy tej części kraju.